# Nok Air
Nok Air (тайск. นกแอร์, SET: NOK) — бюджетная авиакомпания Таиланда со штаб-квартирой в Бангкоке, осуществляющая регулярные пассажирские авиаперевозки внутри страны и за её пределы. Название перевозчика образовано от тайского слова «птица», произносимого как «nok» (тайск. นก).
49% собственности Nok Air принадлежат флагманской авиакомпании страны Thai Airways International. Портом приписки перевозчика и его главным транзитным узлом выступает международный аэропорт Донмыанг в Бангкоке.
Компания является официальным спонсором тайских профессиональных футбольных клубов TTM Chiang Mai, Hat Yai FC и Chiangmai FC.

## История
Авиакомпания Nok Air была основана в феврале 2004 года и начала операционную деятельность в июле того же года. В марте 2007 года штат компании насчитывал 130 работников, а к 2011 году — уже более 600 сотрудников. Nok Air открыла свой первый международный маршрут 31 мая 2007 года, запустив ежедневные регулярные рейсы между Бангкоком и Бангалором (Индия). Позднее авиакомпания получила права на выполнение регулярных рейсов в другие индийские города (Ченнаи, Хайдарабад и Нью-Дели).
В ноябре 2007 года следом за другой бюджетной авиакомпанией Jetstar Asia Airways Nok Air приостановила полёты в Бангалор. По словам генерального директора компании по индийскому региону Раджива Бхатии, прекращение полётов было связано с отсутствием свободных воздушных судов и необходимостью переключения деятельности на более прибыльный рынок авиаперевозок в Юго-Восточной Азии, например, на Вьетнам. Эксперты туристического бизнеса, однако, связывают отмену рейсов в Бангалор с падением коэффициента загрузки пассажирских кресел компании на 40 %.
После освоения нескольких международных маршрутов руководство Nor Air решило сосредоточиться на развитии внутренних направлений, и уже к 2011 году авиакомпания выполняла наиболее число рейсов между аэропортами Таиланда среди всех коммерческих авиаперевозчиков. В 2010 году авиакомпания показала чистую прибыль в 618 миллионов бат при доходе за год в 3,97 миллиардов бат. В следующем году Nok Air расширила свой воздушный флот семью самолётами Boeing 737—800 и четырьмя турбовинтовыми ATR 72.

## Маршрутная сеть

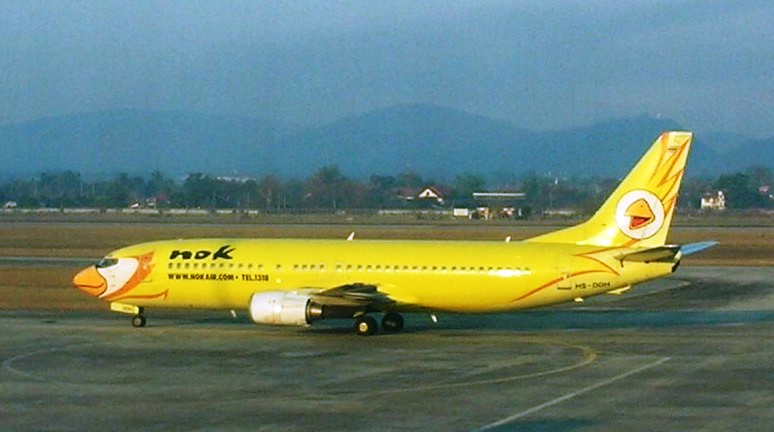
Boeing 737—400 авиакомпании Nok Air, 2007 год

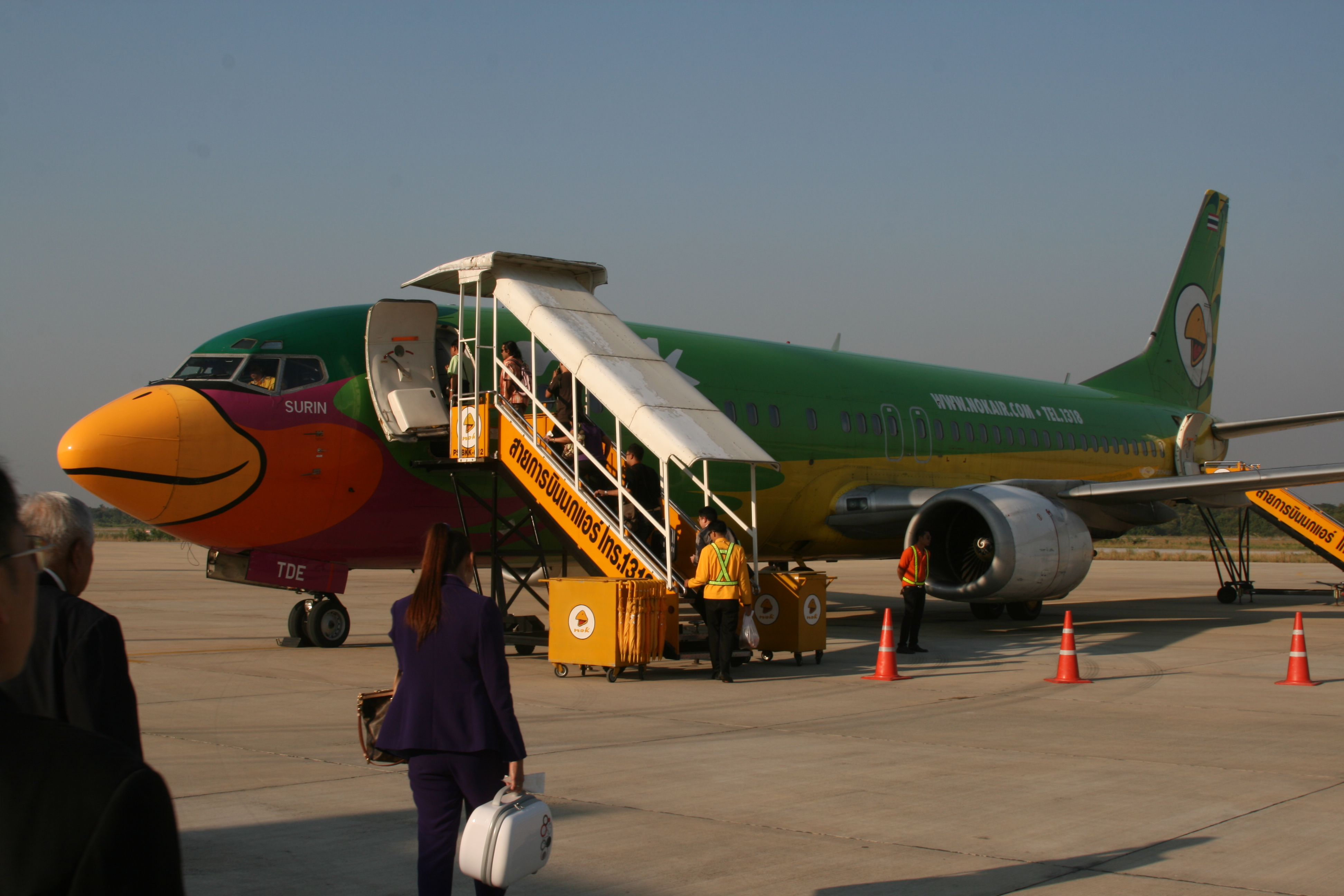
Boeing 737—400 Nok Air в аэропорту Пхитсанулок, 2011 год

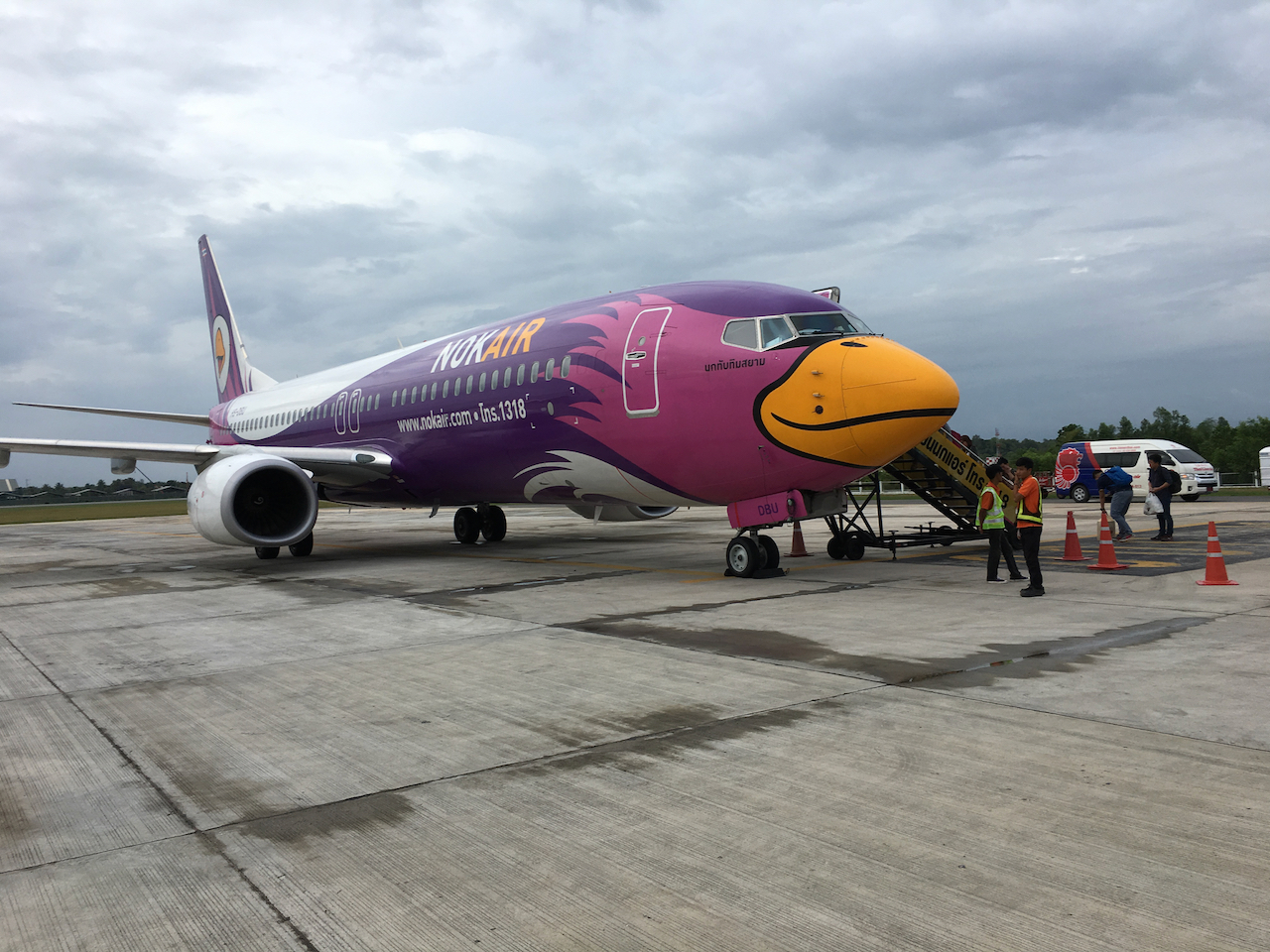
Nok Air Boeing 737—800 в аэропорту Сураттхани

В июле 2013 года маршрутная сеть регулярных перевозок авиакомпании Nok Air охватывала следующие аэропорты:
Мьянма
- Моламьяйн — аэропорт Моламьяйн [прим. 1][9]
- Янгон — международный аэропорт Янгон[прим. 1][прим. 2][9]

Таиланд
- Бангкок — международный аэропорт Донмыанг хаб
- Бурирам — аэропорт Бурирам[прим. 3][10]
- Чиангмай — международный аэропорт Чиангмай
- Чианграй — международный аэропорт Чианграй
- Патхио (Чумпхон) — аэропорт Чумпхон[10]
- Хатъяй — международный аэропорт Хатъяй
- Хуахин — аэропорт Хуахин
- Лей — аэропорт Лей[прим. 3]
- Мэхонгсон — аэропорт Мэхонгсон[прим. 3]
- Мэсот — аэропорт Мэсот[прим. 3]
- Накхонпханом — аэропорт Накхонпханом
- Накхонситхаммарат — Аэропорт Накхонситхаммарат
- Нан — аэропорт Нан[прим. 3]
- Пхрэ — аэропорт Пхрэ[прим. 3]
- Пхитсанулок — аэропорту Пхитсанулок
- Пхукет — международный аэропорт Пхукет
- Ройет — аэропорт Ройет[прим. 3]
- Саконнакхон — аэропорт Саконнакхон
- Сураттхани — аэропорт Сураттхани
- Транг — аэропорт Транг
- Убонратчатхани — аэропорт Убонратчатхани
- Удонтхани — международный аэропорт Удонтхани[прим. 3]

Вьетнам
- Хошимин (Ho Chi Minh City)
- Ханой (Hanoi)

Nok Air также предлагает сервис перевозки между островами на морских паромах, а также услуги по прохождению пограничного контроля во Вьентьян (Лаос) и Пенанг (Малайзия) в сотрудничестве с другими туристическими операторами.

### Прекращённые маршруты
Ранее авиакомпания Nok Air выполняла регулярные международные рейсы в Бангалор (Индия). Также компания предлагала услуги паромном переправы на малайзийский архипелаг Лангкави.

## Флот

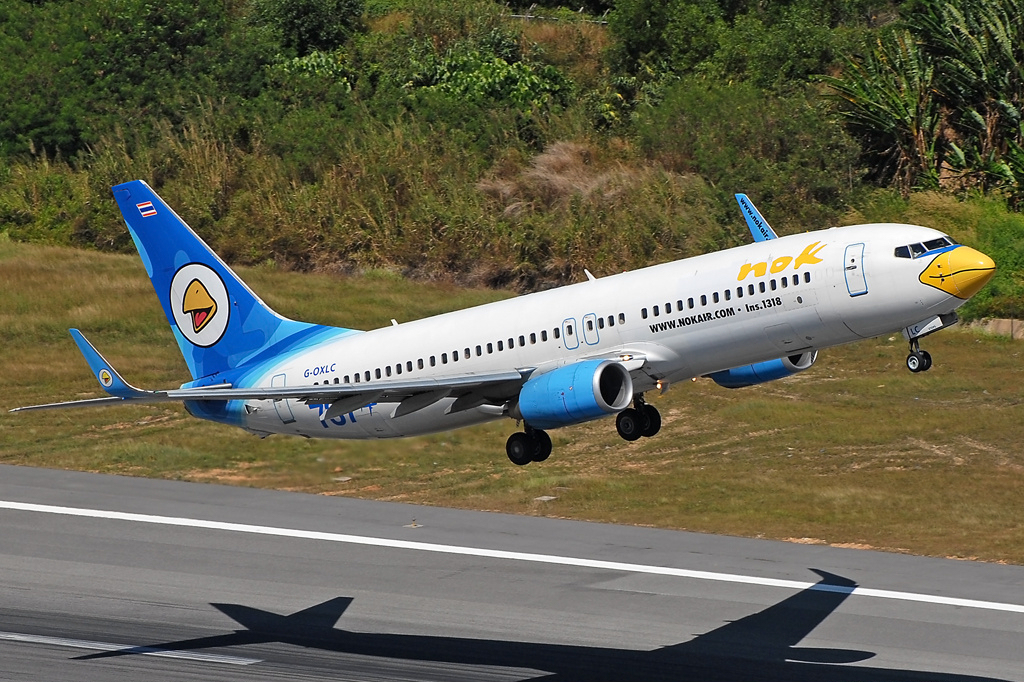
Boeing 737-800 авиакомпании Nok Air в международном аэропорту Пхукет

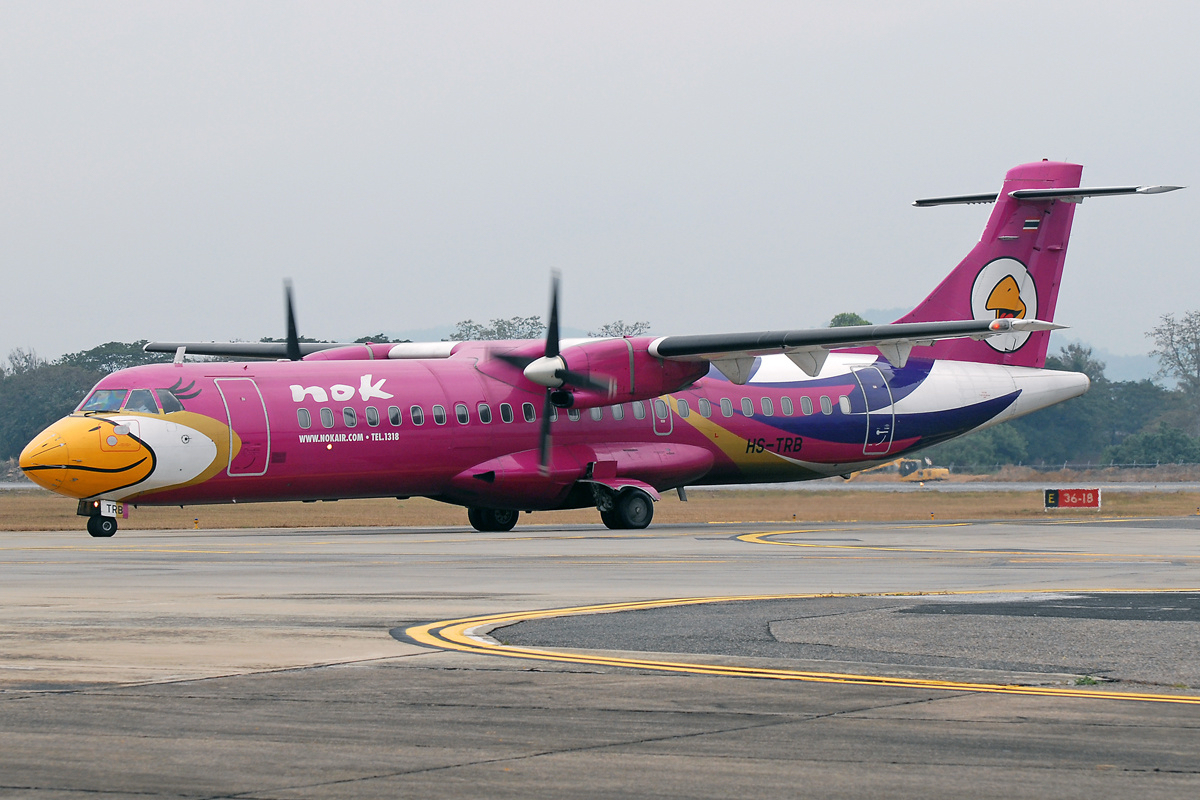
ATR 72-200 авиакомпании Nok Air в международном аэропорту Чиангмай

По состоянию на декабрь 2016 года воздушный флот авиакомпании Nok Air составляли следующие самолёты (все лайнеры находятся в лизинге)
:

## Собственники
| Собственники                                      | % акций |
| ------------------------------------------------- | ------- |
| Thai Airways International Public Company Limited | 49 %    |
| Nok Air Management Hong Kong Limited              | 25 %    |
| CPB Equity Company Limited                        | 6 %     |
| The Siam Commercial Bank Public Company Limited   | 5 %     |
| King Power International Company Limited          | 5 %     |
| Частные инвесторы                                 | 10 %    |

### Комментарии
1. 1 2  По код-шерингу выполняет авиакомпания Nok Mini.
2. ↑  Оператор Nok Air под код-шерингу с Nok Mini.
3. 1 2 3 4 5 6 7 8  Совместно с чартерными рейсами авиакомпании Nok Mini.